# Carl Fraenkel
Carl Fraenkel (* 2. Mai 1861 in Charlottenburg bei Berlin; † 29. Dezember 1915 in Hamburg) war ein deutscher Bakteriologe. 1912 änderte er seinen Nachnamen in Fraenken.

## Lebensstationen
Nach dem Abitur am Sophiengymnasium in Berlin studierte Fraenkel Medizin in Berlin, Heidelberg, Leipzig und Freiburg. 1884 wurde er an der Universität Leipzig zum Dr. med. promoviert. 1885 trat er in das von Robert Koch gegründete Hygienische Institut in Berlin ein. An der Universität Berlin wurde er 1888 habilitiert. 1889 nahm er eine Stelle als außerordentlicher Professor an der Universität Königsberg an, um im Jahre 1891 als ordentlicher Professor an das hygienische Institut der Universität Marburg zu wechseln. 1895 ging er zusammen mit seinem Schüler und Vertrauten Georg Sobernheim an das hygienische Institut der Universität Halle. In der Folgezeit unternahm er wissenschaftliche Reisen nach Japan, Rumänien und Russland. Mit Kriegsbeginn 1914 wurde er mit der Herstellung von großen Mengen Typhus- und Choleraimpfstoff betraut. Nach einem Zusammenbruch im April 1915 ließ er sich von seinen Tätigkeiten an der Universität entbinden und zog nach Hamburg.
Im Jahr 1909 wurde er zum Mitglied der Leopoldina gewählt.

## Besondere Leistungen
Fraenkel forschte zu verschiedenen Infektionskrankheiten insbesondere Cholera und Diphtherie sowie zu Gonokokken und Meningokokken.
Im Auftrag Kochs untersuchte er 1885 das Berliner Trinkwasser und setzte Veränderungen an den damals üblichen Großfiltern durch. Zusammen mit Richard Pfeiffer fasste er Kochs Lehren in einem Grundriss der Bakterienkunde zusammen und veröffentlichte später einen Mikrophotographischen Atlas der Bakterienkunde.
1888 entwickelte er einen vielgebrauchten Erdbohrer zur Entnahme von Proben.

## Ehrungen
- Mitglied der Deutschen Akademie der Naturforscher Leopoldina (1909)
- Roter Adlerorden IV. Klasse
- Königlicher Kronen-Orden (Preußen) III. Klasse
- Albrechts-Orden, Ritterkreuz I. Klasse
- Hausorden Albrechts des Bären, Ritterkreuz I. Klasse
- Orden des Heiligen Schatzes III. Klasse

## Veröffentlichungen
- Grundriss der Bakterienkunde, Berlin : Hirschwald, 1887 (3. Aufl. 1890).
- Mikrophotographischer Atlas der Bakterienkunde, Berlin : Hirschwald, 1889–92 (2. Aufl. 1895).
- Ein neues Verfahren der Milchsterilisirung, 1892.
- Die keimtötende Wirkung des Torfmulls, zusammen mit August Gärtner, Friedrich Loeffler, Albert Stutzer, Prenzlau : Mieck, 1894.
- Bemerkungen zur Cholerafrage, 1894.
- Versuche über das Zustandekommen der künstlichen Immunität, 1894.
- Das Verhalten der argentinischen Regierung in der Cholerafrage, 1894.
- Beiträge zur Kenntniss des Bakterienwachsthums auf eiweissfreien Nährlösungen, 1894.
- Schutzimpfung und Impfschutz, Marburg: N. G. Elwert, 1895.
- Eine morphologische Eigenthümlichkeit des Diphtheriebacillus : vorläufige Mittheilung, 1895.
- Zur Unterscheidung des echten und des falschen Diphtheriebacillus, 1896.
- Wasserfiltration und Rieselwirthschaft, 1896.
- Der Siegel'sche Bacillus der Maul- und Klauenseuche, 1897.
- Die Lungentuberkulose, ihre Entstehung, Verhütung und Heilung, Halle : Gebauer-Schwetschke, 1898.
- Ein Wort zur Eisenbahnhygiene, 1898.
- Über die bakteriologischen Leistungen der Sandplattenfilter, Fischer in Worms, 1900.
- Die Verwendung des Alkohols in der Behandlung der Infectionskrankheiten, 1901.
- Maßigkeit oder Enthaltsamkeit?, Berlin: Mäßigkeits-Verl., 1903.
- Gesundheit und Alkohol : Vortrag gehalten zu Berlin, München & Berlin: Oldenbourg, 1903 (4. Aufl. 1908).
- Das Wesen und die Bekämpfung der Tuberkulose, Berlin: Trowitzsch & Sohn, 1905.
- Städtische Lusthäuser, Leipzig : Barth, 1905.
- Ueber den mikroskopischen Nachweis der Typhusbacillen in Blutpräparaten, 1906.
- Beobachtungen an den Spirillen des Zeckenfiebers und in des amerikanischen Rekurrens, 1907.
- Apparate und Transportwagen zur Verwertung und Beseitigung von Tierkadavern und Schlachthofkonfiskaten, Berlin: Deutsche Landwirtschafts-Gesellsch., 1908.
- Der Alkoholismus, Halle a.S. : Buchdr. d. Waisenhauses, 1912.
- Mitarbeit in Weyls Handbuch der Hygiene.